# フリント市長
フリント市長は、アメリカ合衆国ミシガン州フリントの首長。1929年憲章以前は、市議会議員から選出された。

## 一覧

### 1855年–1888年
| 氏名                                 | 就任   | 退任   |
| グラント・デッカー                   | 1855年 | 1856年 |
| ロバート・J・S・ページ               | 1856年 | 1857年 |
| ヘンリー・M・ヘンダーソン            | 1857年 | 1858年 |
| ウィリアム・M・フェントン            | 1858年 | 1860年 |
| ヘンリー・H・クラポ                  | 1860年 | 1861年 |
| イーフレイム・S・ウィリアムズ        | 1861年 | 1862年 |
| ウィリアム・パターソン               | 1862年 | 1863年 |
| ウィリアム・ハミルトン               | 1863年 | 1865年 |
| ウィリアム・B・マクリーリー          | 1865年 | 1867年 |
| オースティン・B・ウィザービー        | 1867年 | 1868年 |
| サミュエル・M・アックスフォード      | 1868年 | 1869年 |
| ウィリアム・S・パトリック            | 1869年 | 1870年 |
| ジェームズ・B・ウォーカー            | 1870年 | 1871年 |
| デイヴィッド・スペンサー・フォックス | 1871年 | 1873年 |
| ジョージ・H・デュラン                | 1873年 | 1875年 |
| アレグザンダー・マクファーランド     | 1875年 | 1876年 |
| ウィリアム・ハミルトン               | 1876年 | 1877年 |
| エドワード・ヒューズ・トンプソン     | 1877年 | 1878年 |
| ジェローム・エディー                 | 1878年 | 1879年 |
| ジェームズ・C・ウィルソン            | 1879年 | 1880年 |
| ザキアス・チェイス                   | 1880年 | 1881年 |
| チャールズ・A・メイソン              | 1881年 | 1882年 |
| ウィリアム・A・アトウッド            | 1882年 | 1883年 |
| ジョージ・E・ニューオール            | 1883年 | 1884年 |
| ウィリアム・W・ジョイナー            | 1884年 | 1885年 |
| マシュー・デイヴィソン               | 1885年 | 1886年 |
| ジョージ・T・ウォーレン              | 1886年 | 1887年 |
| ジョン・C・デイトン                  | 1887年 | 1888年 |

### 1888年憲章
| 氏名                                 | 就任   | 退任   |
| オレン・ストーン                     | 1888年 | 1889年 |
| フランク・D・ベイカー                | 1889年 | 1890年 |
| ウィリアム・A・パターソン            | 1890年 | 1891年 |
| フランシス・H・ランキン・ジュニア    | 1891年 | 1892年 |
| ジョージ・E・テイラー                | 1892年 | 1893年 |
| アンドルー・J・ウォード              | 1893年 | 1894年 |
| アーサー・C・マッコール              | 1894年 | 1894年 |
| ジョン・C・ジマーマン・シニア        | 1895年 | 1896年 |
| サミュエル・C・ランドール            | 1896年 | 1897年 |
| ミルトン・C・ペティボーン            | 1897年 | 1898年 |
| ジョージ・R・ゴールド                | 1898年 | 1899年 |
| ヒュー・アレグザンダー・クロフォード | 1899年 | 1900年 |
| チャールズ・A・カミングス            | 1900年 | 1901年 |
| クラーク・B・ディブル                | 1901年 | 1902年 |
| オースティン・D・アルバード          | 1902年 | 1904年 |
| ブルース・J・マクドナルド            | 1904年 | 1905年 |
| デイヴィッド・D・エイトケン          | 1905年 | 1906年 |
| ジョージ・E・マッキンリー            | 1906年 | 1908年 |
| ホレイス・C・スペンサー              | 1908年 | 1909年 |
| ガイ・W・セルビー                    | 1909年 | 1911年 |
| ジョン・A・C・マントン               | 1911年 | 1912年 |
| チャールズ・ステュアート・モット     | 1912年 | 1914年 |
| ジョン・R・マクドナルド              | 1914年 | 1915年 |
| ウィリアム・H・マケイガン            | 1915年 | 1916年 |
| アール・F・ジョンソン                | 1916年 | 1917年 |
| ジョージ・C・ケラー                  | 1917年 | 1918年 |
| チャールズ・ステュアート・モット     | 1918年 | 1919年 |
| ジョージ・C・ケラー                  | 1919年 | 1920年 |
| エドウィン・W・アトウッド            | 1920年 | 1922年 |
| ウィリアム・H・マケイガン            | 1922年 | 1923年 |
| デイヴィッド・R・カスバートスン      | 1923年 | 1924年 |
| ジャドソン・L・トランスー            | 1924年 | 1927年 |
| ウィリアム・H・マケイガン            | 1927年 | 1928年 |
| レイ・A・ブラウネル                  | 1929年 | 1930年 |

### 1929年憲章
| 氏名                           | 就任   | 退任   |
| ハーヴィー・J・マレリー        | 1930年 | 1931年 |
| ウィリアム・H・マケイガン      | 1931年 | 1933年 |
| レイ・A・ブラウネル            | 1933年 | 1934年 |
| ハワード・J・クリフォード      | 1934年 | 1935年 |
| ジョージ・E・ボイセン          | 1935年 | 1936年 |
| ハロルド・E・ブラッドショー    | 1936年 | 1938年 |
| ハリー・M・コミンズ            | 1938年 | 1940年 |
| オリヴァー・タッピン           | 1940年 | 1940年 |
| ウィリアム・オズモンド・ケリー | 1940年 | 1944年 |
| エドウィン・C・マクローガン    | 1944年 | 1946年 |
| エドワード・J・ヴァイアル      | 1946年 | 1948年 |
| ジョージ・G・ウィルズ          | 1948年 | 1950年 |
| ポール・ラブグローヴ           | 1950年 | 1952年 |
| ドナルド・W・リーグル・シニア  | 1952年 | 1954年 |
| ジョージ・M・アルゴー          | 1954年 | 1958年 |
| ロバート・J・イーガン          | 1958年 | 1960年 |
| チャールズ・A・モブリー        | 1960年 | 1962年 |
| ジョージ・R・ポウロス          | 1962年 | 1964年 |
| ハリー・K・カル                | 1964年 | 1966年 |
| フロイド・J・マクリー          | 1966年 | 1968年 |
| ドナルド・R・クローニン        | 1968年 | 1970年 |
| フランシス・E・リマー          | 1970年 | 1973年 |
| ポール・カルヴァン・ヴィッサー | 1973年 | 1975年 |

### 1974年憲章
| 氏名                           | 就任          | 退任          | Administrator                                                                                           |
| ジェームズ・W・ラザフォード    | 1975年        | 1983年        | |
| ジェームズ・シャープ・ジュニア | 1983年        | 1987年        | |
| マシュー・S・コリアー          | 1987年        | 1991年        | |
| ウッドロウ・スタンリー         | 1991年        | 2002年3月5日  | ?（1991年 - 2001年） ダーネル・アーリー（2001年 - 2002年）                                              |
| ダーネル・アーリー             | 2002年3月5日  | 2002年8月6日  | 自身 |
| ジェームズ・W・ラザフォード    | 2002年8月6日  | 2003年        | ダーネル・アーリー                                                                                      |
| ドン・ウィリアムソン           | 2003年        | 2009年2月15日 | ペギー・R・クック（2003年 - 2007年） ダリル・ブキャナン（2007年 - 2009年） マイケル・ブラウン（2009年） |
| マイケル・ブラウン             | 2009年2月16日 | 現在          | 自身 |
| デイン・ウォーリング           | 2009年2月16日 | 現在          | グレゴリー・イーソン（2009年8月14日 - 2011年12月2日） マイケル・ブラウン                                |